# Slovensko na nohy
Slovensko na nohy è una canzone della cantante pop rock slovacca Katarína Knechtová, utilizzata come inno ufficiale della Slovacchia nel campionato mondiale di calcio 2010. Nella classifica slovacca dei cantanti locali ha fatto il suo debutto al numero 12 ed è scesa alla posizione numero 21 la settimana dopo.

## Classifiche
| Classifica (2010) | Posizione massima |
| ----------------- | ----------------- |
| Slovacchia        | 50                |